# Tempio di Ara
Il Tempio di Ara, o Cerchio di Ara, creato a New York nel 1983 da Phyllis Curott, è una delle congregazioni statunitensi wiccane più autorevoli e consolidate, che ha dato luogo ad una vera e propria Tradizione di Ara.
Chiamato così dal nome della Costellazione di Ara, e nato dalla tradizione minoica e da tradizioni ispirate alle Gardneriane, utilizza tecniche proprie del Core shamanism di Michael Harner.

## Struttura
Phyllis Currott racconta nella sua biografia delle origini di questa tradizione: "Il Tempio di Ara non è una struttura o un edificio, ma l'insieme delle persone che ne fanno parte. Voi siete il Tempio di Ara.
Il nome significa il "tempio dell’altare" e rimanda all'omonima costellazione di Ara, conosciuta anche come l’Altare. Ara era esattamente alla cuspide al momento della mia nascita, ma la sua importanza mi è stata rivelata solo nel 1987, durante il mio primo viaggio nell’Italia meridionale: un pellegrinaggio tra Paestum e i grandi templi della Magna Grecia dedicati alla dea Hera e, successivamente, al dio Poseidone. Sono stata sopraffatta dalla bellezza e dall’energia che ho avvertito nelle strutture e nella terra su cui erano state erette. Mi sono seduta sul grande prato dietro al tempio principale per compiere un viaggio sciamanico in cerca di una visione per il futuro. Nel mio viaggio si sono susseguite diverse immagini d'importanza fondamentale, potenti e misteriose. Ho chiesto consiglio e la Dea mi ha risposto con queste parole: "costruisci il mio Tempio".
I membri del Tempio vengono iniziati al termine di un primo percorso di studi. Se desiderano completare il percorso con degli studi avanzati, possono ricevere l'ordinazione come sacerdoti, potendo cioè celebrare cerimonie e riti (matrimoni, iniziazioni, etc.)
Il Tempio è retto da un consiglio di membri Anziani.

## Caratteristiche
La Tradizione di Ara pone al centro dell'esperienza religiosa l'immanenza della divinità: la presenza divina dentro ciascun essere umano, nella natura e nella vita quotidiana, celebrando i cicli naturali di nascita, crescita, morte e rinascita ed i sabbat wicca. Riconosce l'uguaglianza tra uomo e donna, e tra Dio e Dea.
I membri del Tempio praticano la magia, intesa come una "co-generazione" della realtà insieme alla divinità.
Una grande attenzione all'ambiente naturale e la negazione dell'esistenza del male assoluto completano il quadro teologico del Tempio. 
Dal punto di vista etico la Tradizione, riconoscendo il divino in tutte le cose, propugna il rispetto dell'ambiente e degli esseri umani (senza distinzione di razza, sesso, orientamento sessuale, etc.) e non riconosce la Legge del Tre, la regola seguita da alcuni wiccan, sulla base della quale ogni azione ricade sul responsabile triplicata, in quanto basata sul timore della punizione e non su un profondo senso etico, oltre che non basata su nessuna legge naturale.
La Tradizione di Ara è presente anche in Italia.